# Bobby Wellins
Bobby Wellins (24. ledna 1936 – 27. října 2016) byl skotský jazzový saxofonista.
Narodil se v Glasgow a nejprve hrál na altsaxofon, později rovněž na klarinet a klavír. Později působil v kapele Královského letectva, kde hrál na tenorsaxofon. V letech 1956 až 1957 byl členem kvintetu saxofonisty Buddyho Featherstonhaugha. Později často spolupracoval s klavíristou Stanem Traceyem. V roce 2012 o něm byl natočen dokumentární film nazvaný Dreams Are Free.